# Crevalcore
Crevalcore – miejscowość i gmina we Włoszech, w regionie Emilia-Romania, w prowincji Bolonia.
Według danych na styczeń 2009 gminę zamieszkiwało 13 580 osób przy gęstości zaludnienia 132,3 os./1 km².